# Акутин, Иван Кириллович
Ива́н Кири́ллович Аку́тин (1718—1785) — яицкий казак, войсковой атаман Уральского казачьего войска в 1775—1785 годах.

## Биография
Войсковой старшина (с 1766 года) и депутат Уложенной комиссии от Яицкого войска (с 1767 года). В январе 1772 года во время восстания в Яицком войске был на старшинской стороне, за что был чуть не убит во время расправы над генералом Траубенбергом и войсковым атаманом Тамбовцевым. Впоследствии содержался под арестом вплоть до вступления в июне в Яицкий городок карательной экспедиции генерала Фреймана.
Во время Пугачёвского восстания вместе с войсковым старшиной М.М.Бородиным прибыл 4 октября 1773 года в Оренбург и участвовал в его обороне от осаждавших город войск восставших. После снятия осады участвовал в поисковых и карательных экспедициях против отрядов пугачёвцев, в феврале 1775 года получил звание премьер-майора. После смерти М.М.Бородина был назначен войсковым атаманом войска, переименованного из Яицкого в Уральское, с присвоением ему звания полковника. Оставался атаманом вплоть до смерти 1 октября 1785 года.